# Cropton
Cropton ist eine Gemeinde (civil parish) in der Unitary Authority North Yorkshire in England. Der Ort liegt am Rande des North York Moors National Parks etwa drei Kilometer von der Kleinstadt Pickering entfernt. Gemäß dem Zensus 2011 hat Cropton 321 Einwohner. Eine Ortschaft auf dem Gelände des heutigen Cropton ist schon vor der Angelsächsischen Periode  überliefert. Der Ort war immer landwirtschaftlich geprägt und auch heute leben noch viele Einwohner von diesem Wirtschaftssektor. Inzwischen ist aber der Tourismus wichtigster Wirtschaftszweig. Der wohl bedeutendste Einwohner war der Walfänger William Scoresby Senior, der bis zu seinem neunzehnten Lebensjahr in Cropton wohnte.

## Geschichte
Auch wenn schon vor der angelsächsischen Zeit eine Besiedelung der Gegend belegt ist,  ist der Name Cropton wahrscheinlich angelsächsischen Ursprungs und bedeutet „Siedlung auf dem Hügelgipfel“ (englisch: „hill top settlement“). Die Ortschaft wurde 1086 im Domesday Book erwähnt. Sie umfasste damals etwa 121 Hektar Land mit einem Wert von 20 Shilling und stand unter der Herrschaft von Gospatric, dem Earl von Northumbrien. Seit dem 11. Jahrhundert ist eine Motte belegt. Im 14. Jahrhundert wurde eine erste Kirche gebaut, die später durch die noch heute existierende, 1844 wiedererrichtete St.Gregory’s Church ersetzt wurde. Der wichtigste Wirtschaftszweig war die Landwirtschaft, daneben spielten Transportwesen, Forstwirtschaft, Müllerei und Steinbruch eine Rolle. Während des Zweiten Weltkrieges schwoll die Bevölkerung durch Evakuierungen deutlich an, 1949 wurde die Ortschaft elektrifiziert. Heutzutage ist die Haupteinnahmequelle der Tourismus. Da die Immobilienpreise hoch und die Verkehrsverbindungen relativ schlecht sind, suchen jüngere eher Arbeit in anderen Städten, was zu einem relativ hohen Durchschnittsalter führt.

## Bevölkerungsentwicklung
Nachfolgende Tabelle zeigt die Bevölkerungsentwicklung von 1881 bis 2011.
| Jahr      | 1881 | 1891 | 1901 | 1911 | 1921 | 1931 | 1951 | 1961 | 2001 | 2011 |
| Einwohner | 353  | 322  | 325  | 338  | 313  | 352  | 296  | 277  | 254  | 321  |

## Demographie
2011 lebten in Cropton in 143 Haushalten insgesamt 321 Einwohner, davon 163 männlich und 158 weiblich. Damit wuchs die Bevölkerung bezogen auf den Zensus 2001 um insgesamt 67 Personen (2001: 254 Einwohner).   Fast alle Einwohner stammen aus dem Vereinigten Königreich, nur sieben Personen wurden in einem anderen Land geboren. Etwa 65 Prozent der Einwohner bekannten sich zum Christentum, die restlichen gaben an, keiner Religionsgemeinschaft anzugehören (21 Prozent) bzw. machten keine Angaben zur Religion (14 Prozent). Mit einem Anteil von 44 Prozent über sechzigjährigen war der Anteil älterer Menschen deutlich höher als im Durchschnitt des Vereinigten Königreichs.

## Verwaltung
Cropton gehört zum District Ryedale. Es wird von einem Parish Council mit fünf Mitgliedern verwaltet.

## Sehenswürdigkeiten
- Die Cropton Brewery wurde 1984 gegründet und braut verschiedene teilweise schon prämierte Sorten Ale.[8]
- Von Cropton's Motte & Bailey Castle gibt es kaum sichtbare Überreste.
- St Gregorys Church wurde 1844 wiedererrichtet, stammt aber ursprünglich aus dem 18. Jahrhundert.

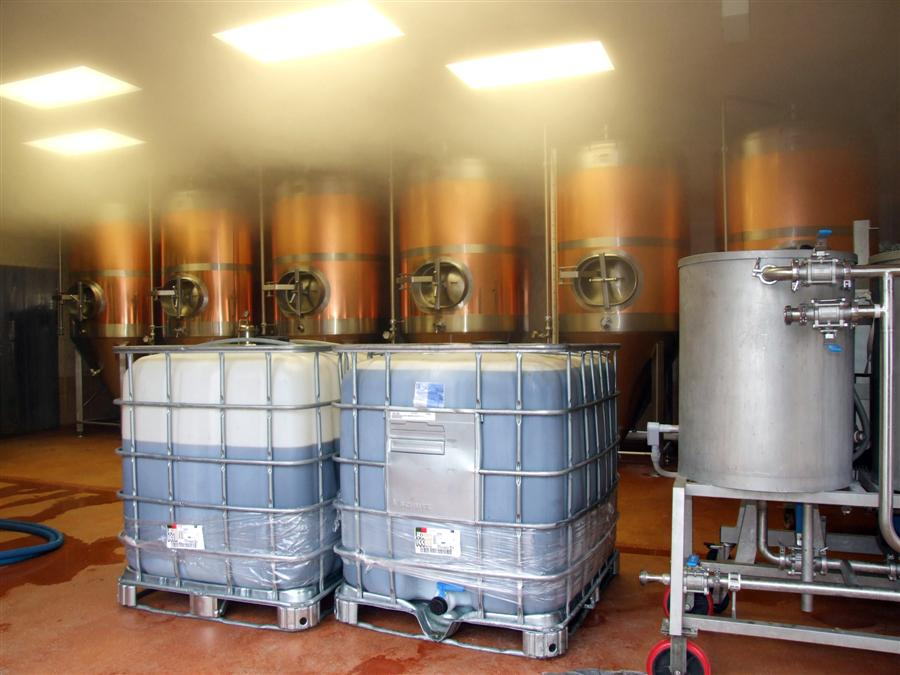
Brauerei.
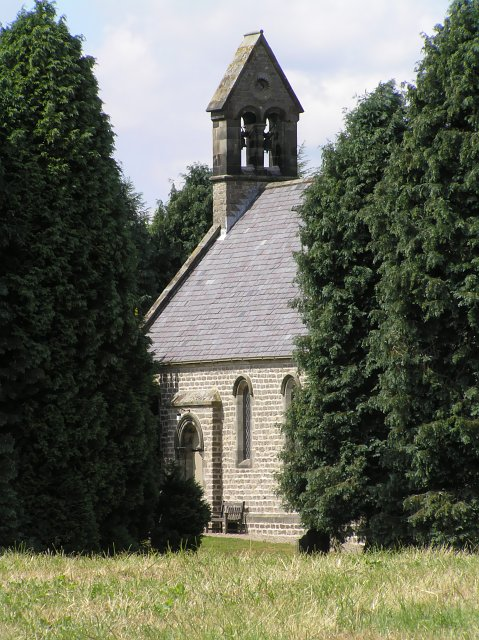
St Gregory’s Church.
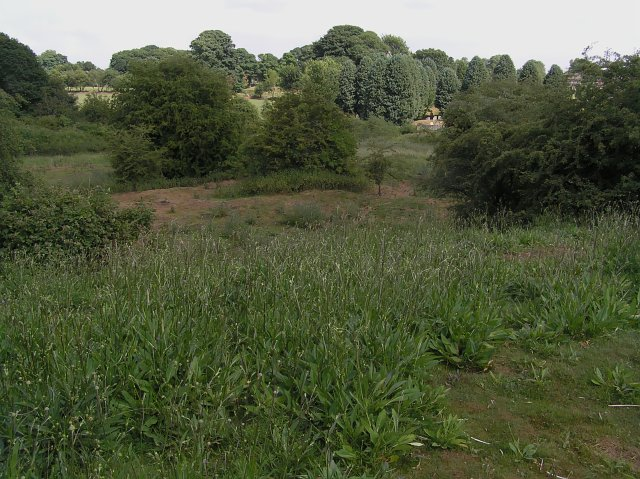
Überreste der mittelalterlichen Motte.